# Mont Agou
Der Mont Agou (Ewe: Agu; frz. auch Pic d’Agou oder Mont Agu, zur Zeit Deutsch-Togos Aguberg oder Agugebirge genannt) ist mit seinen 986 Metern der höchste Berg Togos. Er liegt südöstlich von Kpalimé und ist als Inselberg dem Hauptzug der Atakora-Kette östlich vorgelagert. Die Ewe, die am Berg siedeln, werden auch Aguawó genannt. Der Gipfel hieß in der Kolonialzeit nach Oskar Baumann Baumannspitze oder der Kleie. Dort befindet sich eine Antenne.

## Geschichte
Man geht davon aus, dass die Hänge des Berges seit dem 9. Jahrhundert von Akposso-  und Tutrugbu-Gruppen besiedelt sind. Letztere, später auf Ewe auch Nyangboawo genannt, richteten Schmiedewerkstätten auf der Südseite des Berges ein. Im 10. Jahrhundert kam außerdem die Gruppe der Tavié an den Berg. Aus dem Königreich Gã, das durch den europäischen Sklavenhandel zunehmend destabilisiert war, kamen ab dem frühen 16. Jahrhundert Ga-Gruppen aus dem Westen hinzu. Im Osten kam der Ewe-Stadtstaat Notsé in Bedrängnis, viele Ewe zogen nach Westen. Im Laufe der Zeit kamen immer mehr Ewe an den Berg, wohl in drei größeren Gruppen. Gemeinsam auch als Aguawó bezeichnet, bildeten sie eine Dialektgruppe des Ewe (Agùgbè).

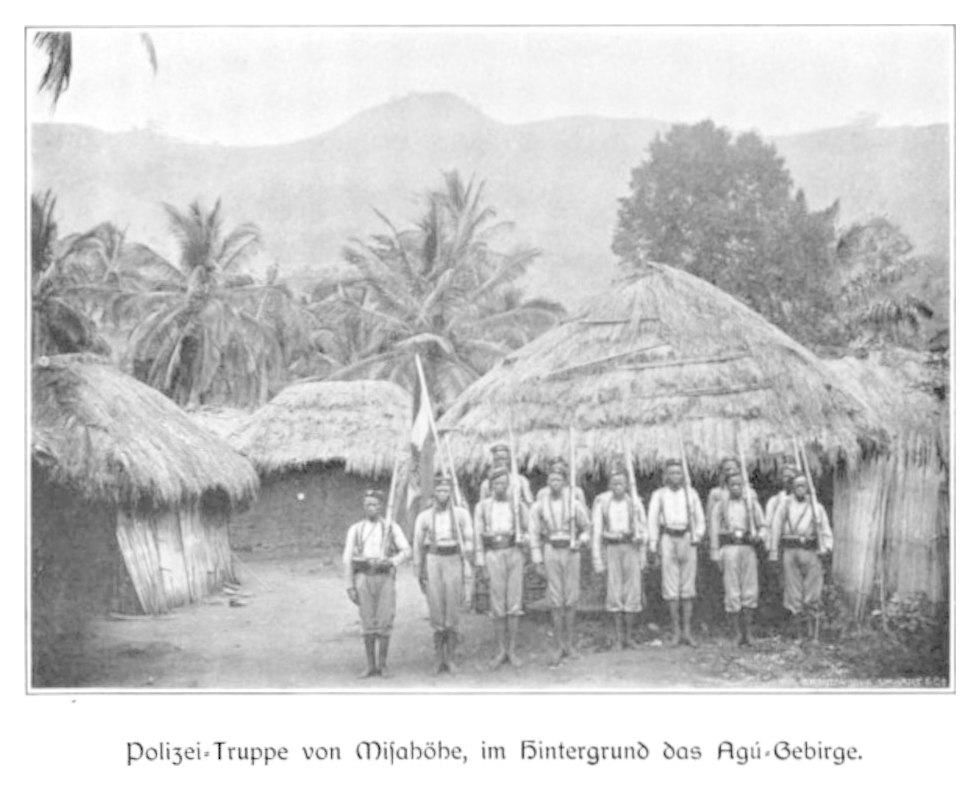
Kolonialpolizei des Bezirks Misahöhe am Fuß des Agu

Deutsche Missionare kamen seit 1872 in das Gebiet und begannen, die Bevölkerung zu christianisieren. Die Norddeutsche Missionsgesellschaft errichtete eine Hauptstation in Agou-Nyogbo (zeitgenössisch Njangbó oder ähnlich) am Westhang des Gebirges sowie kleinere Stationen, an die später auch Schulen angeschlossen waren. Als das Gebiet zu Deutsch-Togo kam, hielten Ferdinand Wohltmann und Oskar Baumann das Land für sehr fruchtbar. Sholto Douglas, der schon Landbesitz in Kamerun hatte, ließ ab 1897 Land den Einheimischen abkaufen. Sein späterer Abgesandter Friedrich Hupfeld schüchterte die lokale Bevölkerung dabei ein. Nach einem kritischen Bericht von Rudolf Asmis und aus der Befürchtung, es könne zu Aufständen kommen, annullierte die Kolonialverwaltung die Kaufverträge teilweise. Viele fruchtbare Flächen wurden 1909 dennoch Hupfelds Gesellschaft übertragen. Hupfeld hatte Douglas’ Besitz übernommen und gründete 1907 die „Agupflanzungsgesellschaft“ (Betriebsleiter: Otto Wöckel) als Tochterunternehmen der Deutschen Togogesellschaft. Neben den Pflanzungen (überwiegend Kakao, Ölpalmen und Kautschuk) betrieb diese Gesellschaft ab 1912 auch ein Werk zur Verarbeitung von Palmkernen in Tavié. Für das Gebiet um den Berg legten die deutschen Kolonialherren einen Bahnhof an der Inlandbahn an, der seit 1912 Agu hieß. Außerdem verlegten sie 1913 den Marktplatz in die Bahnhofssiedlung. Auf dem Gipfel betrieben sie eine Funkstation, die später von der Funkstation Kamina abgelöst wurde.

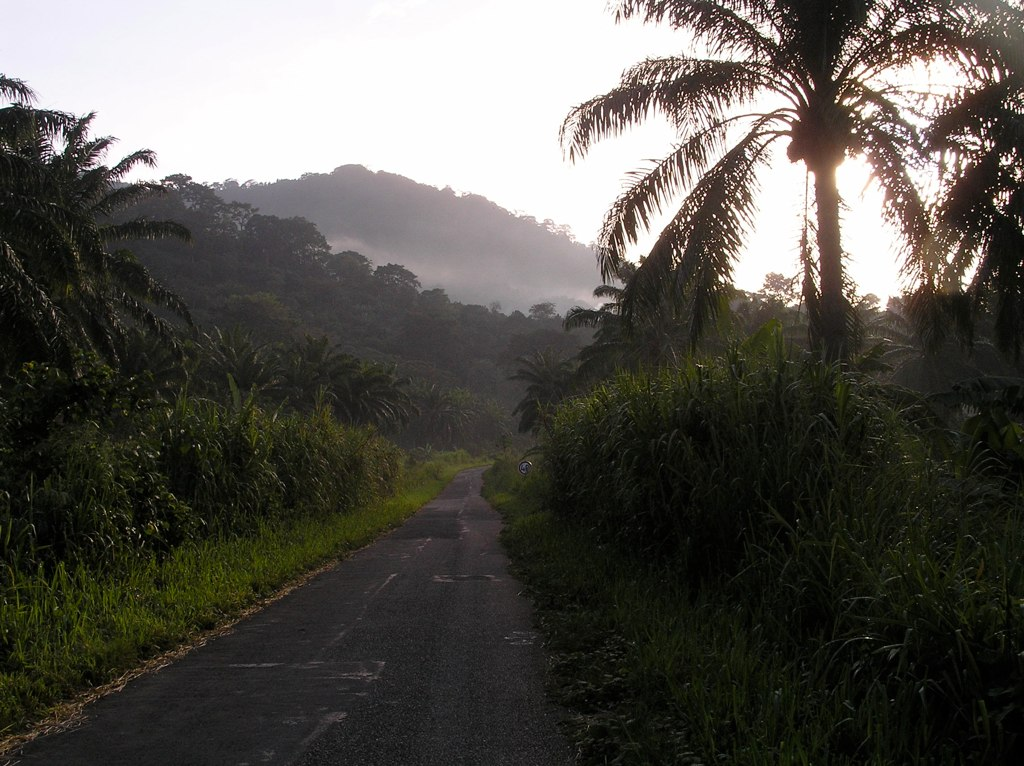
Straße am Mont Agou
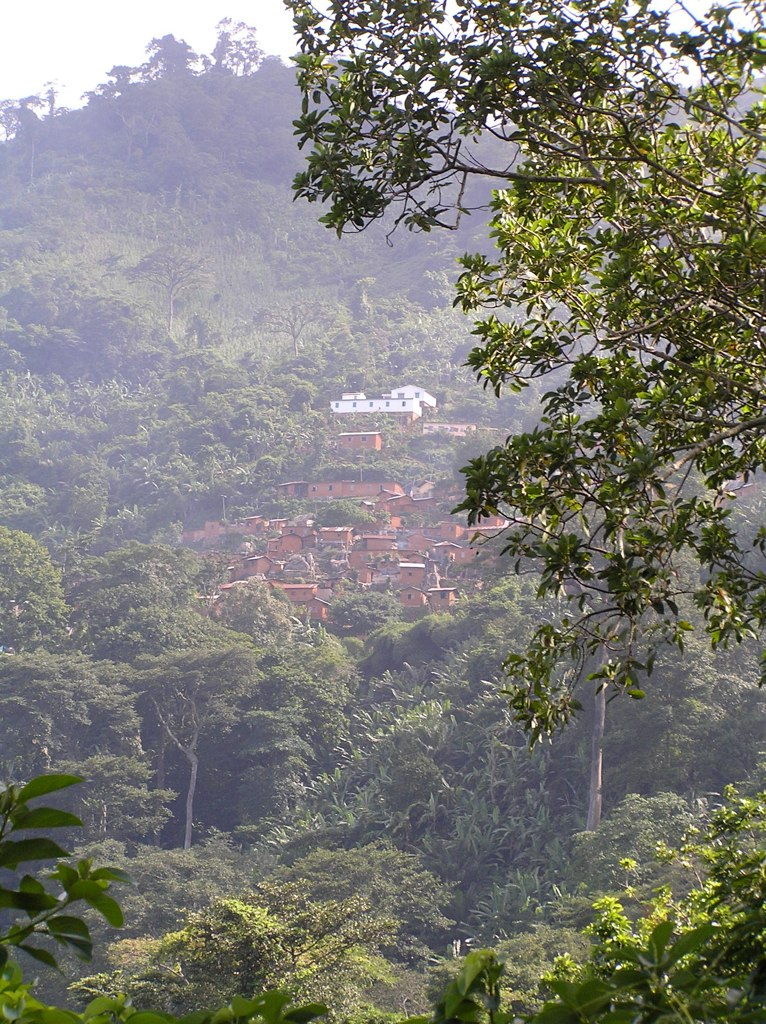
Dorf am Berghang
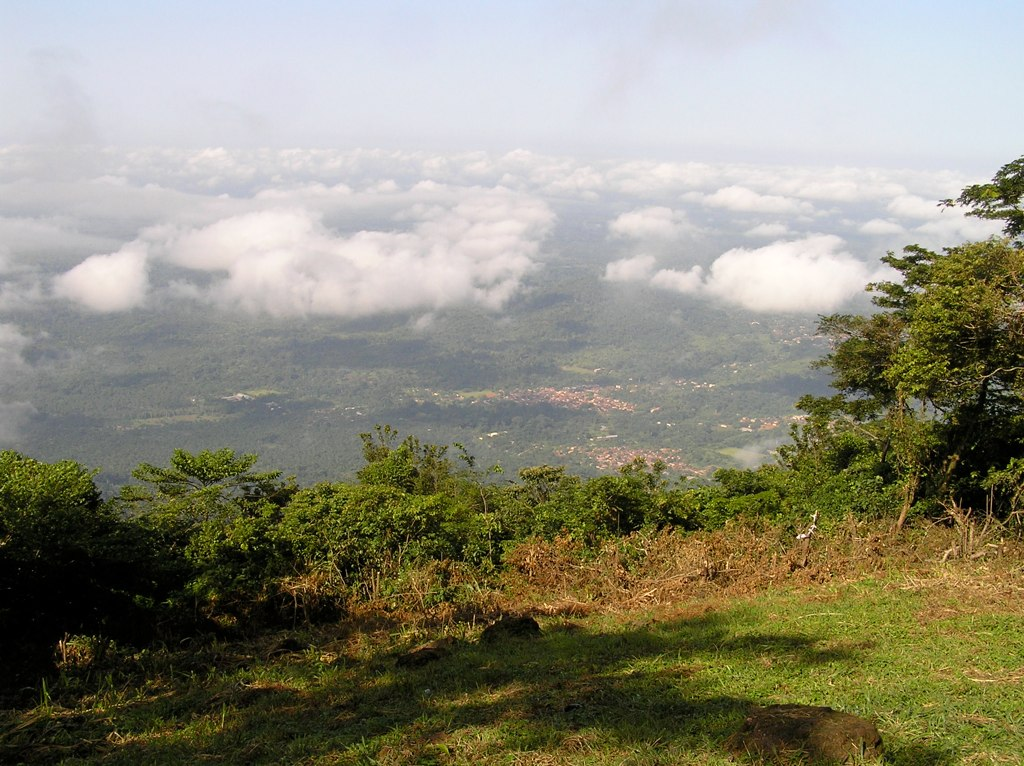
Blick von oben in die Ebene